# Jean-Pierre Augert
Pour les articles homonymes, voir Augert.
 Jean-Pierre Augert, né le 13 janvier 1946 à Saint-Jean-de-Maurienne, mort le 15 février 1976 à La Toussuire, est un skieur alpin français polyvalent.

## Biographie
Il est le fils de Germain Augert et Alphonsine Collet, et a pour cousin germain Jean-Noël Augert. Il a aussi pour neveu et nièce Jean-Pierre Vidal et Vanessa Vidal (les enfants de sa sœur Colette).
En 1967, il est sacré champion du monde militaire de slalom géant aux Cèdres ( Liban).
En 1968, il dispute le slalom des Jeux olympiques. En mars de cette année, il obtient son premier podium en Coupe du monde, en prenant la seconde place du slalom de Rossland ( Canada) derrière Jean-Claude Killy. A la fin de la saison il prend la 9e place du classement de la Coupe du monde de slalom et la 15e place du classement général.
En 1969, il obtient 2 nouveaux podiums en Coupe du monde en prenant la 2e place du slalom géant d'Adelboden ( Suisse) derrière Jean-Noël Augert, et de la descente de Cortina d'Ampezzo ( Italie). Il prend la 8e place du classement de la Coupe du monde de descente et la 10e de celui du slalom géant. Il est à nouveau classé 15e du classement général de la Coupe du monde. A Villard-de-Lans il prend la 3e place du slalom géant des championnats de France.
Le 27 novembre 1970, il se fracture la jambe alors qu'il s'entraîne à Courchevel et met ainsi fin à sa carrière sportive
Il disparaît tragiquement le 15 février 1976 dans une avalanche à La Toussuire, sur la piste du Bellard. Le même jour de multiples avalanches dans 6 stations des Alpes et des Pyrénées provoquent la disparition de 12 skieurs.

## Hommage
Son nom a été donné au stade de slalom de La Toussuire.

## Palmarès

### Jeux olympiques
| Épreuve / Édition | Slalom      |
| JO 1968 Grenoble  | disqualifié |

### Coupe du monde
- Meilleur classement général : 15e en 1968 et 1969.

- Meilleur classement de descente : 8e en 1969
- Meilleur classement de slalom géant : 10e en 1969.
- Meilleur classement de slalom : 9e en 1968.

- 11 top-10 dont 3 podiums.

#### Classements
| Saison / Épreuve | Saison / Épreuve | Général | Général | Descente | Descente | Slalom géant | Slalom géant | Slalom | Slalom |
| ---------------- | ---------------- | ------- | ------- | -------- | -------- | ------------ | ------------ | ------ | ------ |
| Saison / Épreuve | Saison / Épreuve | Class.  | Points  | Class.   | Points   | Class.       | Points       | Class. | Points |
| 1968             | 1968             | 15e     | 44      | -        | -        | 14e          | 14           | 9e     | 30     |
| 1969             | 1969             | 15e     | 49      | 8e       | 24       | 10e          | 20           | 21e    | 5      |
| 1970             | 1970             | 45e     | 6       | -        | -        | 23e          | 6            | -      | -      |

### Championnats du monde militaires
| Épreuve / Édition        | Slalom géant |
| Mondiaux 1967 Les Cèdres | Or           |

### Championnats de France

#### Élite
| Édition / Epreuve                 | Slalom géant |
| --------------------------------- | ------------ |
| Championnats 1967 Villard-de-Lans | Bronze       |

## Articles annexes
- Meilleures performances françaises en Coupe du monde de ski alpin
- Meilleures performances françaises en ski alpin aux Jeux olympiques